# Parnowie

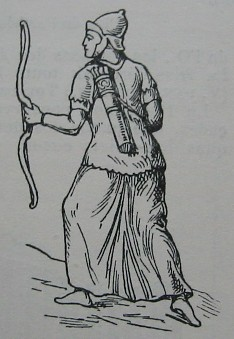
Reprodukcja łucznika Partów przedstawiona na Kolumnie Trajana.

Parnowie (albo Parni, Aparna; gr. Απαρνοι/Παρνοι, łac. Aparni albo Parni) – wschodnioirańskie plemię koczowników, które w III w. p.n.e. utworzyło państwo Partów.
Pierwotnym miejscem koczowania Parnów była prawdopodobnie południowa Rosja, jednak już za czasów Aleksandra Wielkiego mieli oni zajmować terytorium między Oksusem a Jaksartesem, razem z dwoma słabszymi plemionami współtworzącymi wraz z nimi scytyjską konfederację Dahów (pierwszą wzmiankę o Dahach znajdujemy już w inskrypcji Kserksesa I). Gdzieś pomiędzy końcem IV a połową III w. p.n.e. Dahowie przemieścili się w kierunku Morza Kaspijskiego, w pobliże Partii, satrapii Seleucydów. Ok. 250 p.n.e. pod wodzą Arsakesa Parnowie zaczęli penetrować dolinę rzeki Atrek. Ok. r. 247 p.n.e. Arsakes ogłosił się królem, co później zostało uznane za początek ery Arsacydów. Ok. r. 245 p.n.e. namiestnik Partii i Hyrkanii Andragoras zbuntował się przeciwko Seleucydom. Parnowie wykorzystali tę sytuację, i ok. 238 p.n.e. najechali i opanowali jego państwo. Wkrótce od nazwy satrapii Partia Parnowie przyjęli nazwę Partowie, pod którą stali się znani zarówno na zewnątrz, jak i pomiędzy sobą. Przyjęli oni czysto zoroastryjskie imiona, a ich język utracił większość swoich cech wschodnioirańskich. Tak doszło do założenia państwa Partów, którego historia stanowi dalszą część dziejów Partów.